# Марк Клавдий Марцелл (консул 51 года до н. э.)
Марк Кла́вдий Марце́лл (лат. Marcus Claudius Marcellus; убит в мае 45 года до н. э., Пирей, Ахайя, Римская республика) — римский политический деятель и оратор из плебейской ветви рода Клавдиев, консул 51 года до н. э. Начал политическую карьеру в 64 году до н. э. с должности квестора. Участвовал как защитник в ряде громких судебных процессов 50-х годов. В борьбе между Гаем Юлием Цезарем и Гнеем Помпеем Великим встал на сторону последнего. Во время консулата предлагал лишить Цезаря его наместничества в Галлии, но не получил поддержки от сената. В 49 году до н. э. оставил Италию вместе с помпеянской армией. Активного участия в военных действиях не принимал, после поражения при Фарсале поселился в Митилене.
Родственники и друзья Марцелла добились помилования для него от Цезаря (в частности, Марк Туллий Цицерон произнёс по этому поводу речь, текст которой полностью сохранился). Но в пути домой, в Пирее, Марк Клавдий погиб от руки своего клиента.

## Биография

### Происхождение
Марцелл принадлежал к плебейской ветви Клавдиев, которая, по предположениям историков, изначально находилась в тесной связи с Клавдиями-патрициями: первые Марцеллы, достигшие курульных магистратур, ещё могли быть клиентами Клавдиев Крассов. Когномен Марцелл является уменьшительной формой преномена Марк, хотя Плутарх возводил этимологию к имени римского бога войны. Первым носителем этого когномена, упоминающимся в источниках, был консул 331 года до н. э.
Марк Клавдий был сыном эдила 91 года до н. э. того же имени и правнуком трёхкратного консула (в 166, 155 и 152 годах). Его младшим братом был Гай Клавдий, консул 49 года, а двоюродным братом — ещё один Гай Клавдий Марцелл, консул 50 года. Сервий Сульпиций Руф в одном из писем называет Марка своим родственником.

### Ранние годы и начало карьеры
Известно, что с детских лет Марк Клавдий был другом Марка Порция Катона. Эти два нобиля вместе начали свою политическую карьеру с квестуры в 64 году до н. э. Марцелл, по словам Плутарха, выполнял свои обязанности безупречно и только в последний день квесторского года уступил просьбам «целой толпы влиятельных друзей» о выдаче им ссуды из казны. Катон, узнав об этом, стёр запись из писчих досок на глазах у молчавшего Марка Клавдия и увёл коллегу домой. Дружба сохранилась и после этого инцидента.
В 63 году до н. э., когда стало известно о существовании в Риме масштабного заговора во главе с Луцием Сергием Катилиной, Марк Клавдий решительно встал на сторону действующей власти. Он был одним из трёх нобилей (наряду с Марком Лицинием Крассом и Квинтом Цецилием Метеллом Сципионом), которые ночью с 20 на 21 октября получили анонимные письма с предупреждением о готовящейся в городе резне и предложением уехать из Рима. Эти письма были написаны Катилиной; все трое адресатов в ту же ночь сообщили о случившемся консулу Марку Туллию Цицерону, получившему, таким образом, первые доказательства существования заговора.
Предположительно, в следующем году (62 до н. э.) Марк Клавдий занимал должность эдила. Правда, в одном из писем Цицерона, датированном 27 ноября 57 года до н. э., упоминается некий кандидат Марцелл, но исследователи предполагают, что в этом случае речь идёт о кузене Марка Гае. В 56 году до н. э., когда Публий Клодий Пульхр обвинил в насилии Тита Анния Милона, Марк Клавдий по просьбе Цицерона стал одним из защитников Анния (наряду с Гнеем Помпеем Великим). Известно, что он произнёс свою речь в февральские календы, и его подзащитный был оправдан. В 54 году до н. э. Марцелл вместе с Цицероном был защитником Марка Эмилия Скавра, обвинённого Публием Валерием Триарием в злоупотреблениях во время наместничества в Сардинии; приговор и на этот раз был оправдательным.
В 52 году до н. э. Марк Клавдий стал участником ещё одного судебного процесса, в котором фигурировал Тит Анний Милон. Люди последнего в стычке на Аппиевой дороге убили Публия Клодия Пульхра, и Милон был привлечён к ответственности. Обвинителями были Квинт Помпей Руф, Тит Мунаций Планк и Гай Саллюстий Крисп; в число защитников вошли лучшие ораторы эпохи Марк Туллий Цицерон и Квинт Гортензий Гортал, а также Марцелл, Фавст Корнелий Сулла и Марк Калидий. Источники сообщают, что Марк Клавдий принимал участие в допросе свидетелей. 38 судей из 51 высказались за осуждение, так что Милону пришлось уйти в изгнание.

### Против Цезаря
Не позже 54 года до н. э., в соответствии с датой консулата и положениями Корнелиева закона, установившего минимальные временные промежутки между магистратурами, Марк Клавдий занимал должность претора. В 51 году он стал консулом вместе с Сервием Сульпицием Руфом; выдвинувший кандидатуру вместе с ним Катон потерпел поражение. Это было время ухудшения отношений между двумя самыми могущественными политиками Римской республики — Гаем Юлием Цезарем и Гнеем Помпеем Великим, — и Марцелл примкнул к последнему вместе со своими братом и кузеном. Уже в начале консульского года Марк Клавдий выступил с двумя инициативами, явно направленными против Цезаря. Последний незадолго до того предоставил римское гражданство жителям Нового Кома в Цизальпийской Галлии, и Марцелл предложил признать это незаконным, а также досрочно назначить преемника Цезарю во всех его провинциях и запретить полководцу баллотироваться в консулы заочно. В случае принятия этих предложений Гаю Юлию пришлось бы вернуться в Рим как частному лицу, и тогда он наверняка был бы привлечён к суду. Сервий Сульпиций Руф высказался против; сенат тем не менее утвердил эти инициативы, но они не вступили в законную силу из-за протеста народных трибунов.
Марцелл на этом не успокоился. Он продолжал требовать отзыва Цезаря из Галлии, опираясь на поддержку своего друга Катона. Гней Помпей, занимавший уклончивую позицию, в конце концов высказался за то, чтобы Гай Юлий оставался в своих провинциях до конца 50 года до н. э. В истории с Новым Комом Марк Клавдий пошёл на открытую провокацию: он приказал высечь члена совета этого города, приехавшего в Рим, и сказал ему: «Это тебе в знак того, что ты не римский гражданин; отправляйся теперь домой и покажи эти рубцы Цезарю». В конечном счёте Марцелл так ничего и не добился; на посту консула его сменил двоюродный брат Гай, который тоже требовал смещения Цезаря. Когда народный трибун Гай Скрибоний Курион наложил вето на соответствующий законопроект, Марк Клавдий предложил провести переговоры с трибуном, чтобы добиться снятия запрета, но сенат его не поддержал.
В 49 году до н. э. политическая борьба переросла в гражданскую войну. 1 января, когда сторонники Помпея в сенате потребовали выдвинуть ультиматум Цезарю, Марк Клавдий выдвинул альтернативное предложение — сначала набрать армию, которая бы подчинялась только сенату. Но эту инициативу резко раскритиковал консул Луций Корнелий Лентул Крус, и «Марцелл, устрашённый этой бранью, отказался от своего предложения». Цезарь двинул свою армию на Рим, а Помпей отступил на Балканы вместе с существенной частью нобилитета. В Грецию отправился и Марк Клавдий, но активного участия в боевых действиях он не принимал. Марцелл с недоверием относился к полководческому стилю Помпея и не одобрял планы организовать после победы в войне проскрипционные убийства. Когда Цезарь одержал решительную победу при Фарсале, Марк Клавдий отправился не в Африку, где помпеянцы собирали новую армию, а в Митилену на Лесбосе и там поселился как частное лицо, посвятив весь свой досуг философии и теории красноречия. Известно, что он брал уроки у перипатетика Кратиппа и что его навещал Марк Юний Брут. Луций Анней Сенека пишет об этом так:

Брут в своем трактате о добродетели говорит, что видел в Митиленах изгнанника Марцелла, который чувствовал себя блаженно, как только может чувствовать человек, и занимался благородными науками жадно, как никогда.
— Луций Анней Сенека. К Гельвии, 9, 4.

### Помилование и гибель
«Что касается тех, кто не последовал тому же решению, что и ты, то они, вижу я, разделились на две части: или попытались возобновить войну (эти собрались в Африке), или, как я, доверились победителю. Ты принял среднее решение; второе ты счел, пожалуй, признаком малодушия, первое — упрямства. Признаю, что большинство (я даже сказал бы — все) сочло твое решение мудрым, а многие — даже решением великого и храброго духа. Но этот образ действий, как мне, по крайней мере, кажется, требует известной меры, особенно когда тебе для получения всего своего имущества недостает, по-моему, только желания».
Цезарь после каждого успеха в гражданской войне проявлял милосердие по отношению к побеждённым врагам; так, кузен Марка Клавдия Гай Клавдий получил прощение и смог вернуться в Рим. Марк же не изъявлял желания примириться с диктатором. Но Цицерон, который был очень высокого мнения об этом Марцелле, поставил перед собой цель вернуть его в Рим. Для этого он написал Марку ряд писем, в которых уговаривал его продемонстрировать готовность к примирению; только после третьего письма тот согласился. В начале сентября 46 года до н. э. во время одного из заседаний сената консуляр Луций Кальпурний Пизон Цезонин (тесть Цезаря) обратился к диктатору с просьбой помиловать Марцелла. Эту просьбу горячо поддержал Гай Марцелл, а за ним — и прочие сенаторы, поднявшиеся с мест. Цезарь начал, в соответствии с принятой процедурой, спрашивать мнение собравшихся в порядке их старшинства, и, когда дело дошло до Цицерона, тот произнёс целую речь, восхваляя милосердие диктатора и его готовность спасти древний род Клавдиев Марцеллов. В итоге Гай Юлий разрешил Марку Клавдию вернуться на родину.
Изгнанник не спешил в Рим. Сохранился текст написанного Марцеллом в середине октября 46 года до н. э. письма, в котором он благодарил Цицерона, — по мнению исследователей, благодарил достаточно холодно. Только 23 мая 45 года до н. э. Марк Клавдий отплыл из Митилены, но в родной город так и не попал: во время остановки в Пирее на него напал с кинжалом собственный клиент Публий Магий Цилон, нанёсший два удара — в горло и в голову. Цилон тут же покончил с собой, а относительно Марцелла была надежда, что он выживет, но в первую же ночь после покушения он всё-таки скончался. Сервий Сульпиций Руф, который встретился с Марком Клавдием в Пирее накануне этих событий, написал Цицерону: «Так славнейший муж претерпел жесточайшую смерть от руки сквернейшего человека, и у того, кого, ввиду его достоинства, пощадили недруги, нашелся друг, который причинил ему смерть».
Руф хотел похоронить коллегу в Афинах, но выяснилось, что этому мешает религиозный запрет. Поэтому Марк Клавдий был погребён в гимнасии Академии, и позже афиняне поставили ему мраморный памятник. Сразу возникло подозрение, что в случившемся замешан Цезарь, устранивший таким образом опасного врага; к тому же проквестор Катона Луций Юлий Цезарь, выживший после разгрома при Тапсе, тоже был убит вскоре при невыясненных обстоятельствах. Но Цицерон и Марк Юний Брут высказались против этой версии. Марк Туллий был уверен, что виной всему безумие Публия Магия и его денежные проблемы. «Ведь он не был платёжеспособен, — написал Цицерон Аттику. — Он, я думаю, попросил чего-нибудь у Марцелла, а тот, как обычно, ответил твёрдо».

## Оценки личности и деятельности
Плутарх пишет, что Марк Клавдий «совершенно не умел и как бы стыдился отказывать просителям и легко делал людям всевозможные одолжения», что влияло в том числе на выполнение им должностных обязанностей. По словам Цицерона, Марцелл был «вял и мало деятелен».
Марк Туллий очень высоко оценивал Марка Клавдия, включив в свой трактат «Брут, или О знаменитых ораторах» полноценное «похвальное слово». Для него Марцелл был примером достойного поведения в эпоху падения Республики. Консулат Марцелла, по мнению Цицерона, прошёл «прекрасно и с великой славой». Отдельных похвал удостоились ораторские дарования Марка Клавдия: этот нобиль целенаправленно учился красноречию, в потому в «Бруте», написанном при его жизни, говорится, что «слова у него отборные, мысли обильные, все, что он говорит, приобретает блеск и красоту, благодаря звонкому голосу и благородной осанке; все это так удачно сочетается между собой, что, кажется, нет такого ораторского качества, которого бы ему недоставало».
Исследователи относят Марцелла к числу вождей антицезарианской «партии». Сергей Утченко предположил, что, если бы Марк Клавдий вернулся в Рим, то в 44 году до н. э. он мог бы оказаться в числе убийц Цезаря.